# Konferencja w Évian

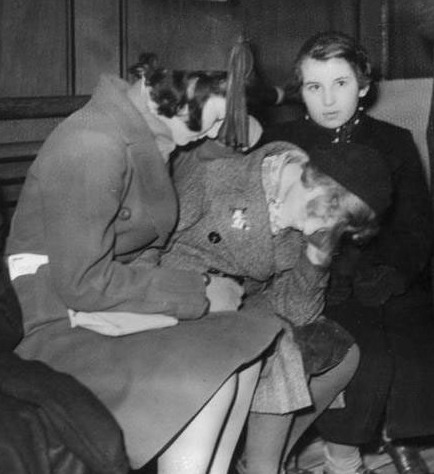
Niemieckie dziewczynki pochodzenia żydowskiego z Kindertransport w Anglii, grudzień 1938

Konferencja w Évian – międzynarodowa konferencja, która odbyła się we francuskiej miejscowości Évian-les-Bains z inicjatywy prezydenta Franklina Roosevelta w lipcu 1938. Jej celem było znalezienie rozwiązania problemu żydowskich uchodźców w Europie w związku z działalnością nazistów. Konferencja trwała od 6 do 15 lipca. Obecni byli przedstawiciele 32 krajów oraz 24 organizacji. Organizacje żydowskie nie były zaproszone. Jedynym żydowskim obserwatorem była Golda Meir. Przybyło około 200 dziennikarzy.
Hitler powiedział w czasie konferencji prasowej, że jeżeli inne narody są gotowe przyjąć Żydów, to on im pomoże wyjechać. Konferencja ujawniła, że ani Stany Zjednoczone, ani inne kraje nie zamierzają przyjąć uchodźców żydowskich.